# Карл Вайпрехт Райнхард фон Геминген
Карл Вайпрехт Райнхард фон Геминген (на немски: Freiherr Karl Reinhard von Gemmingen-Guttenberg; * 16 септември 1797 в Щутгарт; † 11 февруари 1882 в Бонфелд, част от Бад Рапенау) е фрайхер, благородник от фамилията на фрайхерен фон Геминген-Гутенберг, „главен йегер-майстер“ в Саксония-Майнинген и господар в дворец Обершлос в Бонфелд (част от Бад Рапенау).
Той е големият син на Карл Филип фон Геминген (1771 – 1831) и първата му съпруга фрайин София Августа Луиза Йохана фон Дегенфелд (1767 – 1802), вдовица на Карл фон Сайнт-Андрé (1747 – 1790), дъщеря на Кристоф Еберхард Фридрих фон Дегенфелд (1737 – 1792) и София Луиза Салома фон Щайн цум Рехтенщайн (1740 – 1811). Баща му се жени втори път на 12 юни 1803 г. в Нойхауз за нейната сестра фрайин Еберхардина Хенриета Кристиана фон Дегенфелд (1777 – 1847). Полубрат е на Едуард Фридрих Лудвиг (1807 – 1846).
След ранната смърт на майка му Карл Вайпрехт Райнхард фон Геминген расте първо в свещеническата къща в Гюглинген, от десет годишна възраст е възпитаван в институт в Страсбург. Като паж в двора на крал Фридрих I фон Вюртемберг той влиза за кратко във вюртембергски ловен/йегер-регимент. След това той следва в Хайделберг. По време на следването той се запознава с по-късния херцог Бернхард II фон Саксония-Майнинген и започва служба при него. Те имат цял живот приятелство. Той посещава първо като практикант „Лесовъдската академия“, става лесничей-майстер в Майнинген и се издига на ланд-главен ловджийски майстер с титлата истински таен съветник и предикат ексцеленц. Той се грижи много за лесовъдството в Саксиния-Майниннген и често придружава херцога в пътуванията му във Франция и Англия.
Карл Вайпрехт Райнхард поема управлението в Бонфелд след смъртта на брат му Едуард 1846 г. Заради революцията в Баден той напуска службата си и отива 1849 г. в Бонфелд. През 1852 г. той се мести с фамилията си в Карлсруе, където синовете му могат да завършат убученеието си. По-късно той си пише със синовете си за науките във форма на доклади. Той пише също стихотворения. През 1865 г. той се оттегля в Бонфелд. Запазеният му гробът, и на втората му съпруга, се намира в гробището на Бонфелд. Синовете му нямат мъжки наследници.

## Фамилия
Карл Вайпрехт Райнхард фон Геминген се жени 1824 г. за Емма фон Утенхофен (1804 – 1846). След девет години бездетни, те имат седем деца:
- Райнхард Карл Траугот (1833 – 1835)
- Бернхард (1837 – 1871), съдия в Лар
- Ото (1838 – 1892), фелдмаршал-лейтенант и адютант на Франц Йозеф I
- София Емма Августа (* 23 февруари 1839, Майнинген; † 7 март 1907, Хайделберг), омъжена на 24 юни 1860 г. в Бонфелд за фрайхер Карл фон Ракниц цу Хайнсхайм (* 29 юни 1827, Цигелхаузен; † 8 април 1905, Хайделберг)
- Дитрих (1840 – 1881), хауптман в Щутгарт, женен за Йохана фон Кидерлен-Вехтер (1854 – 1943)
- Вилхелм Август (1843 – 1887, майор в Щутгарт, женен за фрайин Хилдегард фон Холтц (1855 – 1932)
- Фани Паулина (1845 – 1924), омъжена за граф Едцард цу Инхаузен и Книпхаузен (1835 – 1887)

Карл Вайпрехт Райнхард фон Геминген се жени втори път 1847 г. за Хиполита фон Цепелин (1831 – 1882). Те имат един син:
- Хиполит (* 29 април 1856; † 1924), вюртембергски генерал-майор, женен на 22 октомври 1881 г. за Йозефа Тайксеира де Васконцелос (1857 – 1943)

- Дитрих
- Вилхелм Август
- Хиполит